# Polaskia chichipe
Espèce
Synonymes
- Lemaireocereus chichipe (Gosselin) Britton & Rose[1]
- Lemaireocereus mixtecensis (J.A. Purpus) Britton & Rose[1]

Statut de conservation UICN

 LC  : Préoccupation mineure
Polaskia chichipe est une espèce de plantes à fleurs de la famille des Cactaceae (les cactus) originaire du Mexique.
Le nom du genre fait référence au botaniste américain amateur Charles Polaski.
Il peut atteindre quatre mètres de hauteur.